# Stage Fright (film)
Stage Fright – kanadyjski film fabularny z 2014 roku, napisany i wyreżyserowany przez Jerome’a Sable’a, hybryda horroru i musicalu z elementami komedii. W rolach głównych wystąpili Allie MacDonald, Minnie Driver, Meat Loaf i Douglas Smith. Fabuła filmu toczy się podczas obozu artystycznego, na którym grasuje psychopatyczny morderca. Muzykę i teksty wykorzystanych w projekcie piosenek stworzyli Sable i Eli Batalion. Premiera Stage Fright miała miejsce 10 marca 2014 w trakcie South by Southwest Film Festival (SXSW). 3 kwietnia tego roku film udostępniono widzom serwisów VOD. Obraz dystrybuowany był także w amerykańskich kinach, przez Magnet Releasing.

## Obsada
- Allie MacDonald − Camilla Swanson
- Meat Loaf − Roger McCall
- Douglas Smith − Buddy Swanson
- Minnie Driver − Kylie Swanson
- Kent Nolan − Joel Hopton
- Brandon Uranowitz − Artie Getz
- Ephraim Ellis − Sam Brownstein
- Melanie Leishman − Liz Silver
- Thomas Alderson − David Martin
- James McGowan − Victor Brady
- Steffi DiDomenicantonio − Bethany
- Chelsey Pozdyk − Whitney

## Produkcja
Film kręcono na terenie Ontario, prowincji Kanady; produkcja ruszyła w drugiej połowie 2012 roku. 4 marca 2014 w sieci pojawił się pierwszy zwiastun filmu. Stage Fright nie jest remake'em horroru Michele'a Soavi o podobnym tytule.

## Recenzje
Odbiór obrazu przez krytyków był pozytywny. Scott Weinberg, redaktor witryny internetowej o nazwie FEARnet, uznał, że choć horror „nie okazał się szczególnie straszny”, był „okazjonalnie upiorny i dostatecznie krwawy”. Dziennikarz czasopisma The Austin Chronicle Richard Whittaker − ironicznie − okrzyknął film jako „najlepszą niekonwencjonalną operetkę od czasu kinowej ekranizacji Miasteczka South Park”. Dzieło Sable’a nazwał także „wybornym festiwalem rozlewu krwi”. Zdaniem Matta Donato (wegotthiscovered.com), Stage Fright „sprawi, że widzowie będą błagać o dziki, krwawy bis”.